# Temporada 1969-70 de los Baltimore Bullets
La temporada 1969-70 fue la novena de los Baltimore Bullets en la NBA, y la sexta en su localización de Baltimore, Maryland. La temporada regular acabó con 50 victorias y 32 derrotas, ocupando el tercer puesto de la División Este, cayendo en los playoffs, en semifinales de división, ante New York Knicks.

## Elecciones en elDraft
| Ronda | Puesto | Jugador      | Posición | Nacionalidad   | Universidad      |
| ----- | ------ | ------------ | -------- | -------------- | ---------------- |
| 1     | 14     | Mike Davis   | Base     | Estados Unidos | Virginia Union   |
| 3     | 43     | Fred Carter  | Escolta  | Estados Unidos | Mount St. Mary's |
| 19    | 215    | Brian Heaney | Base     | Estados Unidos | Acadia*          |

## Temporada regular
| x-New York Knicks    | 60 | 22 | .732 | –  |
| x-Milwaukee Bucks    | 56 | 26 | .683 | 4  |
| x-Baltimore Bullets  | 50 | 32 | .610 | 10 |
| x-Philadelphia 76ers | 42 | 40 | .512 | 18 |
| Cincinnati Royals    | 36 | 46 | .439 | 24 |
| Boston Celtics       | 34 | 48 | .415 | 26 |
| Detroit Pistons      | 31 | 51 | .378 | 29 |

## Playoffs

### Semifinales de División
Baltimore Bullets vs. New York Knicks 
| Fecha       | Partido                                    | Ciudad     |
| ----------- | ------------------------------------------ | ---------- |
| 26 de marzo | New York Knicks 120, Baltimore Bullets 117 | Nueva York |
| 27 de marzo | Baltimore Bullets 99, New York Knicks 106  | Baltimore  |
| 29 de marzo | New York Knicks 113, Baltimore Bullets 127 | Nueva York |
| 31 de marzo | Baltimore Bullets 102, New York Knicks 92  | Baltimore  |
| 2 de abril  | New York Knicks 101, Baltimore Bullets 80  | Nueva York |
| 5 de abril  | Baltimore Bullets 96, New York Knicks 87   | Baltimore  |
| 6 de abril  | New York Knicks 127, Baltimore Bullets 114 | Nueva York |
|             | New York Knicks gana las series 4-3        |            |

## Estadísticas
| Rk | Jugador        | Edad | P  | PT | MP   | TC  | TCI  | %TC  | TL  | TLI | %TL  | RB   | AS  | FP  | PTS  |
| -- | -------------- | ---- | -- | -- | ---- | --- | ---- | ---- | --- | --- | ---- | ---- | --- | --- | ---- |
| 1  | Wes Unseld     | 23   | 82 |    | 39.4 | 6.4 | 12.4 | .518 | 3.3 | 5.2 | .638 | 16.7 | 3.5 | 3.0 | 16.2 |
| 2  | Gus Johnson    | 31   | 78 |    | 37.4 | 7.4 | 16.4 | .451 | 2.5 | 3.5 | .724 | 13.9 | 3.4 | 3.4 | 17.3 |
| 3  | Earl Monroe    | 25   | 82 |    | 37.2 | 8.5 | 19.0 | .446 | 6.5 | 7.8 | .830 | 3.1  | 4.9 | 3.1 | 23.4 |
| 4  | Kevin Loughery | 29   | 55 |    | 37.0 | 8.7 | 19.7 | .441 | 4.6 | 5.4 | .849 | 3.1  | 5.3 | 3.3 | 21.9 |
| 5  | Jack Marin     | 25   | 82 |    | 35.9 | 8.1 | 16.6 | .489 | 3.5 | 4.1 | .844 | 6.5  | 2.6 | 3.0 | 19.7 |
| 6  | Mike Davis     | 23   | 56 |    | 23.8 | 4.6 | 10.5 | .444 | 2.7 | 3.4 | .776 | 2.3  | 2.0 | 3.1 | 11.9 |
| 7  | Ray Scott      | 31   | 73 |    | 19.1 | 3.5 | 8.3  | .425 | 1.9 | 2.4 | .803 | 6.3  | 1.6 | 2.0 | 8.9  |
| 8  | Eddie Miles    | 29   | 3  |    | 17.3 | 2.3 | 3.3  | .700 | 1.0 | 1.7 | .600 | 1.3  | 1.3 | 2.7 | 5.7  |
| 9  | Leroy Ellis    | 29   | 72 |    | 16.2 | 2.7 | 5.8  | .469 | 1.2 | 1.6 | .741 | 5.2  | 0.7 | 1.8 | 6.6  |
| 10 | Fred Carter    | 24   | 76 |    | 16.0 | 2.1 | 5.8  | .358 | 1.1 | 1.5 | .690 | 2.5  | 1.6 | 1.8 | 5.2  |
| 11 | Al Tucker      | 26   | 28 |    | 9.4  | 1.8 | 3.4  | .510 | 1.2 | 1.5 | .786 | 1.9  | 0.3 | 1.2 | 4.7  |
| 12 | Ed Manning     | 26   | 29 |    | 5.6  | 1.1 | 2.3  | .485 | 0.2 | 0.3 | .625 | 1.2  | 0.1 | 1.1 | 2.4  |
| 13 | Brian Heaney   | 23   | 14 |    | 5.0  | 0.9 | 1.7  | .542 | 0.1 | 0.3 | .500 | 0.3  | 0.4 | 1.2 | 2.0  |
| 14 | Bob Quick      | 23   | 15 |    | 4.5  | 0.9 | 1.9  | .500 | 0.8 | 1.2 | .667 | 0.8  | 0.2 | 0.6 | 2.7  |

## Galardones y récords
| Jugador     | Galardón                                                                 |
| Gus Johnson | 2.º Mejor quinteto de la NBA Mejor quinteto defensivo de la NBA All-Star |
| Mike Davis  | Mejor quinteto de rookies de la NBA                                      |